# Polgárdi
Polgárdi je město v Maďarsku v župě Fejér. Do roku 2014 bylo správním městem okresu Polgárdi, ten byl ovšem zrušen a nyní město spadá do okresu Székesfehérvár. Nachází se asi 12 km jihozápadně od Székesfehérváru a stejnou vzdálenost od břehu Balatonu u obce Balatonakarattya. V roce 2018 zde žilo 6 917 obyvatel, z nichž jsou 83,7 % Maďaři, 0,7 % Romové, 0,5 % Němci a 0,1 % Rumuni.
Nejbližšími obcemi jsou Füle, Jenő, Kisláng, Kőszárhegy, Lepsény a Soponya, nejbližším městem Székesfehérvár.